# White Hall (Virginie-Occidentale)
Pour les articles homonymes, voir White Hall.
White Hall est une ville américaine située dans le comté de Marion en Virginie-Occidentale.
Selon le recensement de 2010, White Hall compte 648 habitants. La municipalité s'étend sur 1,05 milles carrés (2,72 km2).
La ville devient une municipalité le 8 décembre 1992. En 2016, elle est la plus récente municipalité de Virginie-Occidentale.